# Ciril Ličar
Ciril Ličar, slovenski pianist in glasbeni pedagog, * 4. julij 1894, Trbovlje, † 5. februar 1957, Beograd.
Rodil se je očetu cerkvenemu organistu Mihaelu in materi Neži (rojena Čulk). Glasbeno se je izobraževal v Ljubljani na šoli Glasbene matice in na konservatoriju v Pragi ter tu končal študij klavirja. V letih 1921−1925 je poučeval na srednji šoli glasbene akademije v Zagrebu, od tedaj je deloval v Beogradu in predaval na glasbeni šoli Mokranjac (1925–1937), od 1937 pa na navoustanovljeni glasbeni akademiji. Bil je tudi komorni glasbenik v klavirskem kvartetu. Uveljavil pa se je tudi kot pretanjen klavirski spremljevalec.